# Cohomología de De Rham
En geometría diferencial, las formas diferenciales en la variedad diferenciable que son derivadas exteriores  se llaman exactas;  y las formas tales que sus derivadas exteriores son 0 se llaman cerradas (véase formas diferenciales cerradas y exactas).  
Las formas exactas son cerradas, así que los espacios vectoriales de k-formas junto con la derivada exterior son un complejo de cocadenas. Los espacios vectoriales de las formas cerradas módulo las formas exactas se llaman los grupos de cohomología de De Rham.  El [[producto exterior] dota a la suma directa de estos grupos con una estructura de anillo.  
El teorema de De Rham, probado por Georges de Rham en 1931, establece que para una variedad diferenciable compacta orientable M, estos grupos son isomorfos como espacios vectoriales reales con los grupos de cohomología  singular Hp(M; R).  Además, los dos anillos de cohomología son isomorfos (como anillo graduado).  El teorema de Stokes generalizado es una expresión de la dualidad entre la cohomología de Rham y la homología de cadenas complejas. 

## Formas armónicas
Para la variedad diferenciable M, podemos equiparla con alguna métrica de Riemann auxiliar.  Entonces el laplaciano Δ,  definido por
*d*d + d*d*
usando la derivada exterior y el dual de Hodge define un operador diferencial lineal homogéneo (en graduación) que actúa sobre el álgebra exterior formada por las formas diferenciales: podemos mirar su acción en cada componente de grado p por separado.  
Si M es compacto y orientado, la dimensión de su núcleo que actúa sobre el espacio de p-formas es entonces igual (por la teoría de Hodge) a la del grupo de cohomología de de Rham de grado p:  el laplaciano selecciona una forma armónica única en cada clase de cohomología de formas cerradas, en particular el espacio de todo las formas  p-armónicas en M es isomorfo a Hp (M; R).